# Хоссенфельдер, Сабина
Сабина Хоссенфельдер (нем. Sabine Hossenfelder; род. 18 сентября 1976, Франкфурт-на-Майне) — немецкий физик-теоретик и популяризатор науки, специалист в областях квантовой механики и феноменологической квантовой гравитации.

## Биография
В 1997 году окончила Франкфуртский университет имени Иоганна Вольфганга Гёте, получив диплом бакалавра по математике. В 2000 году защитила там же магистерскую диссертацию «Рождение частиц в зависящих от времени гравитационных полях» (англ. Particle Production in Time Dependent Gravitational Fields, научный руководитель — Вальтер Грайнер). Одновременно ассистентом преподавателя по курсам механики, электродинамики и квантовой механики. В 2003 году получила степень доктора философии по теоретической физике, защитив диссертацию на тему «Чёрные дыры в больших дополнительных измерениях» (англ. Black Holes in Large Extra Dimensions, научный руководитель — Хорст Штёкер). Работала научным сотрудником в Институте тяжёлых ионов в Дармштадте (2003—2004), постдоком в Аризонском университете в Тусоне (2004—2005), Калифорнийском университете в Санта-Барбаре (2005—2006) и Институте теоретической физики Периметр в Уотерлу (2006—2009). В 2009—2015 годах занимала должность доцента (англ. assistant professor) в Северном институте теоретической физики НОРДИТА (с перерывом на декретный отпуск). С конца 2015 года являлась научным сотрудником Франкфуртского института перспективных исследований. В настоящее время — внештатный сотрудник Мюнхенского центра математической философии.
Научные интересы касаются феноменологии квантовой гравитации, делающей акцент на предсказаниях, которые могли бы быть обнаружены в эксперименте. Другие направления её исследований — физика за пределами Стандартной модели и модификации общей теории относительности.
Член Немецкого физического общества, Американского физического общества и Института фундаментальных проблем.
В 2024 году в честь Сабины Хоссенфельдер был назван астероид (16648) Hossi, ранее известный как 1993 SH7.

## Популяризация науки
Публиковала научно-популярные статьи в таких изданиях, как Forbes, Quanta Magazine, New Scientist, Scientific American, Nautilus Quarterly, Physics Today и The Guardian. Ведёт научно-популярный блог и YouTube-канал «Наука без тарабарщины» (англ. Science without the gobbledygook).

### «Уродливая Вселенная»
В 2018 году Хоссенфельдер опубликовала свою дебютную книгу «Уродливая Вселенная: Как поиски красоты заводят физиков в тупик» (англ. Lost in Math: How Beauty Leads Physics Astray), в которой задалась вопросом, почему за последние десятилетия в теоретической физике не было прорывов в понимании окружающего мира. По её мнению, значительную роль в этом сыграли укоренившиеся в научном сообществе эстетические представления, согласно которым подлинная научная теория должна быть математически красивой. Это приводит к завышенной оценке правдоподобности таких теорий, как суперсимметрия и теория струн, даже несмотря на отсутствие эмпирических указаний на их справедливость. В ходе работы над книгой Хоссенфельдер встречалась и обсуждала эту проблему с такими известными учёными, как Нима Аркани-Хамед, Стивен Вайнберг, Фрэнк Вильчек, Гаррет Лиси, Джо Полчински, Джордж Эллис и другие. Книга привлекла значительное внимание, активно обсуждалась в научном сообществе и была переведена на ряд языков.
Нобелевский лауреат и один из героев повествования Фрэнк Вильчек в своей рецензии рекомендовал книгу как «хорошо написанную, волнующую автобиографию и прекрасное изложение переднего края фундаментальной теоретической физики», однако выразил несогласие с автором по ряду моментов. В частности, он выступил в защиту концепции красоты, которая плодотворно использовалась учёными на протяжении многих лет. Хотя, по его мнению, беспокойство Хоссенфельдер небеспочвенно, проблема скорее в самодовольстве учёных, продвигающих представление о «постэмпирической науке». Медленный прогресс в фундаментальной физике за последние десятилетия, на взгляд Вильчека, является относительным в сравнении с выдающимися достижениями предыдущих лет. Другой нобелевский лауреат Шелдон Ли Глэшоу выразил «сочувствие взглядам автора на тревожное состояние того, что она называет фундаментальными науками», и отметил, что «юмор, честность и досада Хоссенфельдер должны быть оценены» читателями. Вместе с тем, он выступил в защиту эстетических принципов, используемых учёными в своей работе, и заметил, что большие дорогостоящие научные проекты вроде Большого адронного коллайдера, подвергаемые критике автором, способствуют развитию наших представлений о мире независимо от того, верны или нет те гипотезы, ради проверки которых они были запущены.
Физик Джуна Лизе Крун (англ. Djuna Lize Croon) в рецензии для журнала Science назвала книгу «более широким по размаху» обсуждением состояния теоретической физики по сравнению с предшествующими попытками. Однако, по мнению рецензента, автору, возможно, следовало в изложении ориентироваться на коллег-учёных, поскольку многие аспекты обсуждаемых вопросов даже после упрощения остались сложными для восприятия неподготовленным читателем. Кроме того, в качестве недостатка отмечалось отсутствие убедительной картины альтернативного пути развития теоретической физики. Математик Скотт Гатри (англ. Scott Guthery) в своей полностью положительной рецензии назвал книгу «самым приятным и познавательным чтением» и «поучительной историей», отметив, что автору удалось «передать свой дискомфорт читателю». Физик Мойра Грешем (англ. Moira Gresham) в рецензии для журнала American Journal of Physics, особо отметив высокое качество текста и юмор, назвала аргументы Хоссенфельдер «заслуживающими серьёзного внимания», а обсуждаемые автором проблемы «потенциально опасными» для науки. Вместе с тем, рецензент выразила «опасение, что политики могут пойти на дальнейшее сокращение финансирования науки из-за неправильного понимания этой книги».
Философ Джереми Баттерфилд посвятил разбору идей книги большое эссе в журнале Physics in Perspective. Он выразил несогласие с автором по нескольким пунктам, продемонстрировав на примерах, что нет однозначных критериев для отсева тех или иных научных направлений. По его мнению, «Хоссенфельдер считает физиков более восторженными, более наивными в своём убеждении, что красота ведёт к истине, чем они есть на самом деле». Тем не менее рецензент отдал должное важности обсуждаемых проблем, отметив, что книга, несмотря на «личное и на самом деле страстное» изложение, остаётся «простой и забавной». Особо остановившись на социальных аспектах проблемы, Баттерфилд высоко оценил советы, которые дала автор научному сообществу и которые сослужат ему и всей науке большую службу.

## Публикации
Книги
- Hossenfelder S. Lost in Math: How Beauty Leads Physics Astray. — Basic Books, 2018. Русский перевод: Хоссенфельдер С. Уродливая Вселенная: Как поиски красоты заводят физиков в тупик. — М.: Эксмо, 2021.
- Hossenfelder S. Existential Physics: A Scientist's Guide to Life's Biggest Questions. — Viking, 2022.

Основные научные статьи
- Hossenfelder S., Hofmann S., Bleicher M., Stöcker H. Quasistable black holes at the Large Hadron Collider // Physical Review D. — 2002. — Vol. 66. — P. 101502(R). — doi:10.1103/PhysRevD.66.101502.
- Hossenfelder S., Bleicher M., Hofmann S., Ruppert J., Scherera S., Stöcker H. Signatures in the Planck regime // Physics Letters B. — 2003. — Vol. 575. — P. 85-99. — doi:10.1016/j.physletb.2003.09.040.
- Hossenfelder S. Running coupling with minimal length // Physical Review D. — 2004. — Vol. 70. — P. 105003. — doi:10.1103/PhysRevD.70.105003.
- Koch B., Bleicher M., Hossenfelder S. Black hole remnants at the LHC // Journal of High Energy Physics. — 2005. — Vol. 2005. — P. JHEP10(2005). — doi:10.1088/1126-6708/2005/10/053.
- Hossenfelder S. A note on theories with a minimal length // Classical and Quantum Gravity. — 2006. — Vol. 23. — P. 1815. — doi:10.1088/0264-9381/23/5/N01.
- Hossenfelder S. Interpretation of quantum field theories with a minimal length scale // Physical Review D. — 2006. — Vol. 73. — P. 105013. — doi:10.1103/PhysRevD.73.105013.
- Hossenfelder S., Modesto L., Prémont-Schwarz I. Model for nonsingular black hole collapse and evaporation // Physical Review D. — 2010. — Vol. 81. — P. 044036. — doi:10.1103/PhysRevD.81.044036.
- Hossenfelder S., Smolin L. Conservative solutions to the black hole information problem // Physical Review D. — 2010. — Vol. 81. — P. 064009. — doi:10.1103/PhysRevD.81.064009.
- Hossenfelder S. Bounds on an Energy-Dependent and Observer-Independent Speed of Light from Violations of Locality // Physical Review Letters. — 2010. — Vol. 104. — P. 140402. — doi:10.1103/PhysRevLett.104.140402.
- Hossenfelder S. Minimal Length Scale Scenarios for Quantum Gravity // Living Reviews in Relativity. — 2013. — Vol. 16. — P. 2. — doi:10.12942/lrr-2013-2.
- Hossenfelder S. Covariant version of Verlinde’s emergent gravity // Physical Review D. — 2017. — Vol. 95. — P. 124018. — doi:10.1103/PhysRevD.95.124018.
- Hossenfelder S., Palmer T. Rethinking Superdeterminism // Frontiers in Physics. — 2020. — Vol. 8. — P. 139. — doi:10.3389/fphy.2020.00139.